# Cephalotes persimplex
Espèce
Cephalotes persimplex est une espèce de fourmis arboricoles de la sous-famille des Myrmicinae,.

## Distribution
Cette espèce est endémique de la moitié nord de l'Amérique du Sud: de la frontière péruvienne à l'ouest, jusqu'à l’État brésilien du Minas Gerais à l'est.

### Découverte
Elle fut découverte en Bolivie.

## Description
Comme les autres espèces du genre Cephalotes, C. persimilis se caractérise par l'existence de soldats spécialisés dotés d'une tête surdimensionnée et plate ainsi que des pattes plus plates et plus larges que leurs cousines terrestres.
C'est une proche cousine de C. persimilis ; les soldats de persimplex diffèrent de ceux de persimilis par le fond du disque plus concave et à bord relevé, par les poils apprimés plus épais et plus denses et par le bord du disque superficiellement crénelé ; les gynécées de persimplex diffèrent de ceux de persimilis par des poils plus épais, le dos de la tête moins convexe et les carènes frontales faiblement crénelées.
En outre, C. persimplex peut être distinguée de Cephalotes grandinosus par de plus petits fovéas sur le dorsum céphalique et par ses larges poils blanchâtres sur le corps.
Elle fut décrite et classifiée par l'entomologiste brésilienne Maria Lourdes de Andrade (d) en 1999, qui lui donna son nom actuel.

## Étymologie
- Cephalotes : « de la tête », « avec une tête développée »[5]

- Le terme persimplex fait référence à « simplicité », ou à sa frugalité[6].

## Publication originale
- (en) Maria L. de Andrade et Cesare Baroni Urbani Basel, « Diversity and Adaptation in the Ant Genus Cephalotes Past and Present (Hymenoptera, Formicidae) », Staatliches Museum für Naturkunde, 1999, 899 pages (lire en ligne).